# Песчаное (Волынская область)
Песча́ное (укр. Піщане) — село в Камень-Каширской городской общине Камень-Каширского района Волынской области Украины.
Население по переписи 2001 года составляет 1338 человек. Почтовый индекс — 44565. Телефонный код — 3357. Занимает площадь 456,467 км².